# HEATH
HEATH（1968年1月22日—2023年10月29日），本名森江博（日语：／ Morie Hiroshi）。日本知名搖滾樂團X JAPAN的貝斯手。以個人身份活動時為heath，以X JAPAN成員活動時為HEATH。

## 簡歷
- 1968年（昭和43年）出生於日本兵庫縣尼崎市。從小生長在音樂世家，小學時開始彈奏貝斯。高中時休學，離開家鄉，獨自去大阪生活。曾加入過"PARANOIA"、"Beet Sweet"、"MEDIA YOUTH"、"MAJESTIC ISABELLE"等在地下樂界馳名的樂團。期間曾在PUB打工，並考取日本國家認證的美容師執照。

- 1990年5月9日，在東京的日本武道館，X的『ROSE&BLOOD TOUR FINAL』演唱會後台認識了X的吉他手hide，結下不解之緣。兩年後因為X的貝斯手TAIJI退出，樂團徵人，經由hide的推薦，Heath在1992年5月開始和X的成員合組練團。同年的8月24日，X JAPAN在紐約洛克斐勒中心的記者招待會中，正式介紹HEATH為新任的貝斯手，以及宣布團名更改為X JAPAN。1992年10月29日，在大阪城的EXTASY SUMMIT中，HEATH初次和歌迷見面。

- 1996年，製作並主唱卡通<<名偵探柯南>>的片尾曲《迷宮のラヴァーズ》。

- 1997年，X JAPAN宣佈解散。

- 2000年，與X JAPAN另一名吉他手PATA、以及hide生前的製作人I.N.A合組了Dope HEADz。

- 2003年2月，Dope HEADz活動休止。同年8月，heath project [RATS] 始動。

- 2004年8月，RATS活動休止。同年，與DER ZIBET（日语：DER ZIBET）的ISSAY組成新樂團Lynx。

- 2005年7月24日，Lynx正式開始活動，於新宿Loft舉行首次公開表演。

- 2007年10月22日，X JAPAN重組，參加新曲「I.V」的PV公開攝影活動。

- 2009年5月12日，與TOSHI一同出席Star Trek的首映會。

- 2023年，為癌症病逝。[2]

## 發行作品

### 單曲
- 迷宮のラヴァーズ　1996年10月7日
- Traitor　1997年2月19日
- Crack yourself　1998年4月22日
- Come to Daddy 2005年
- New Skin 2005年
- The Live 2005年
- Solid 2006年8月25日

### 專輯
- GANG AGE CUBIST　1998年6月10日
- Desert Rain　2006年10月27日

### 錄影帶
- heath 1995年2月22日(首50000張限定隨帶附送12公分的小CD)
- heath all of films 1997年12月27日

## 外部連結
- heath OFFICIAL WEBSITE（页面存档备份，存于）
- X JAPAN OFFICIAL SITE